# Битва у Игеруэлы
Битва у Игеруэлы (исп. Batalla de La Higueruela; буквально: «Сражение у фигового деревца») — крупное сражение между христианами и мусульманами, произошедшее 1 июля 1431 года в ходе Реконкисты в долине реки Хениль близ посёлка Игеруэла в горах Сьерра-Эльвира недалеко от столицы Гранадского эмирата — города Гранада. Кастильской армией руководили король Хуан II и полководец Альваро де Луна, а мусульманами — султан Гранады Мухаммад IX аль-Галиб (династия Насриды).
Сражение проходило трудно и долго. Важный вклад внесла конница хинете, перенятая у арабов испанцами. Сама победа досталось испанцам большой ценой, но она имела важное стратегическое значение. Как победитель, Хуан II возвёл на престол Гранады Юсуфа IV, внука Мухаммада VI. Поэтому после 1431 года Гранадский эмират фактически утратил независимость, превратившись в марионетку испанской короны, которой удалось просуществовать ещё 60 лет. Последние остатки мусульманской власти ликвидировали Гранадская война, начавшаяся в 1482 году, и, наконец, падение Гранады в 1492 году. Сражение изображено в известной серии фресок, созданных итальянцами Фабрицио Кастелло, Орацио Камбьязо и Ладзаро Тавароне в Галерее сражений Реконкисты в Королевском Монастыре Сан-Лоренцо дель Эскориаль.